# ای۱ (ستاره دوتایی)

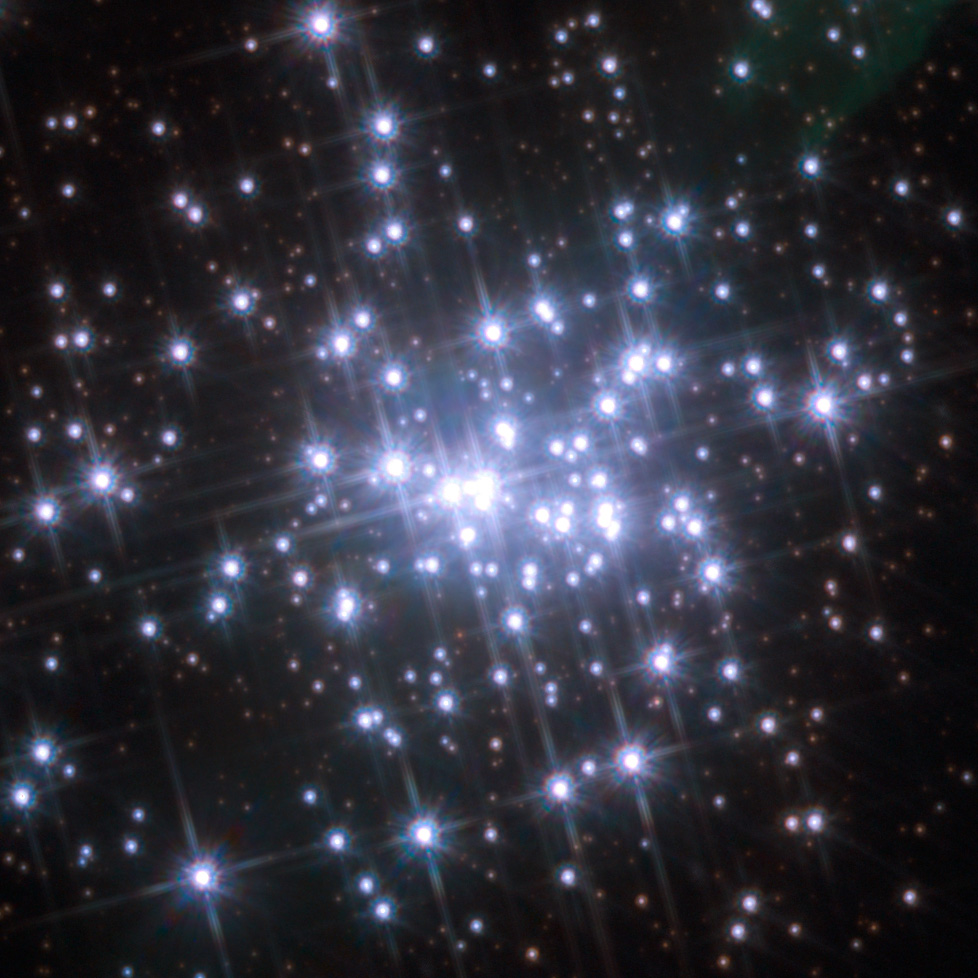
ای۱.

ای۱ (به انگلیسی: A1) یک ستارهٔ پرجرم در صورت فلکی شاه تخته است. فاصلهٔ این ستاره با زمین حدود ۲۰٬۰۰۰ سال نوری است.